# Marc Bourgne
Marc Bourgne (Versailles, 11 maart 1967) is een Frans striptekenaar.
Bourgne studeerde in 1989 af aan de Sorbonne. Hij tekende de niet in het Nederlands vertaalde stripreeks Être Libre, later opnieuw uitgegeven als Dernière frontière, waarvoor hij ook de scenario's schreef. Deze avonturenreeks speelt zich af in Alaska en gaat over de kinderen Flo en Andy. In 1997 schreef en tekende hij Histoire de Monaco, een historisch verhaal over de geschiedenis van het vorstendom Monaco (niet vertaald). Vanaf 1999 tekende hij de avonturen van Roodbaard, naar scenario's van Christian Perrissin. In 2000 begon hij met zijn serie Frank Lincoln, over een privédetective in Alaska en waarvan de eerste drie delen in het Nederlands vertaald zijn. Ook schreef hij de teksten voor de serie Vell'a van tekenaar Franck Bonnet, die zich afspeelt in de vroege middeleeuwen.
In 2019 verzorgde hij het scenario voor het eerste album in de reeks De jeugd van Alex, getekend door Laurent Libessart.